# Polidoro de Esparta
Polidoro (en griego Πολύδωρος), fue un rey de Esparta  del siglo VII a. C., perteneciente a la dinastía de los Agíadas, que sucedió a su padre Alcámenes.
Tras heredar el reino los laconios fundaron dos colonias en Magna Grecia. Luchó en la última parte de la primera guerra mesenia, junto con el rey euripontida Teopompo, siendo este último, según Pausanias, el principal jefe de los lacedemonios al comienzo de la guerra. A su término Polidoro logró una gran reputación en Esparta y era muy grato al pueblo.
Según Plutarco, Polidoro y Teopompo modificaron la constitución de Esparta, para restringir los derechos del pueblo. Polidoro reorganizó la distribución de la tierra de Laconia, aumentando el número de lotes de tierra (kleroi).
Cuando ya era famoso, Polemarco, miembro de una distinguida familia espartiata le mató. Después de su muerte le concedieron grandes honores. En tiempos de Pausanias aún existía su tumba, el cual dice que «entre los reyes llegó a alcanzar tantos honores, que los que detentan el poder sellan con la efigie de Polidoro todo lo que es necesario sellar».
En el lado oeste de la calle Afetaida de la ciudad de Esparta estaba el edificio llamado Booneta, anteriormente la residencia de Polidoro. Le sucedió su hijo Eurícrates.